# بورصة بودابست
تعد بورصة بودابست (المجرية: Budapesti Értéktőzsde (BSE)) ثاني أكبر بورصة في أوروبا الوسطى والشرقية من حيث القيمة السوقية والسيولة. يقع في 7 ، بودابست ، المجر ، في المنطقة التجارية المركزية بالمدينة ، والمعروفة باسم المنطقة الخامسة. في السابق ، من عام 1864 ، خلال فترة الإمبراطورية النمساوية المجرية ، كانت تقع في مبنى قصر بورصة بودابست ، حتى كان من الضروري وجود قاعة تجارية كبيرة. يتم التحكم في البورصة من قبل جهات الإصدار المدرجة والمستثمرين من القطاع الخاص المجري والبنك المركزي. إن بورصة بودابست عضو في الاتحاد الدولي للبورصات واتحاد بورصات الأوراق المالية الأوروبية.
تمثل بورصة بودابست كل حجم التداول في السوق المجرية وحصة كبيرة من سوق وسط وشرق أوروبا. في عام 2007 ، وافقت البورصة على التحرك لإلغاء تداول الأرضية ، ويتم التداول اليوم من خلال نظام أكسترا ، مع قيام وسطاء الأرضية الزائدين بدور صانعي السوق. أكسترا هو السوق المرجعي لجميع تداول العملات في الأسهم المجرية والصناديق المتداولة في البورصة. الأسعار في أكسترا بمثابة أساس لحساب مؤشر بورصة بودابست (BUX) ، مؤشر الأسهم المجرية الأكثر شهرة. تمتلك أكسترا 60 في المائة من حصة السوق في جميع أنحاء أوروبا مع أكثر من 230 مشاركًا تجاريًا من 18 دولة أوروبية ، بالإضافة إلى هونغ كونغ والإمارات العربية المتحدة متصلون عبر أكسترا. يستمر تداول أكسترا في بودابست من 09:00 إلى 17:00 مع إغلاق المزاد من 17:00 إلى 17:05 ، وأوقات ما بعد التداول حتى 17:20. تم تقديمها في تداول ما قبل السوق من الساعة 08:15 إلى الساعة 08:30 ومكالمة المزاد الافتتاحي من الساعة 08:30 إلى الساعة 09:00.